# Online Analytical Processing

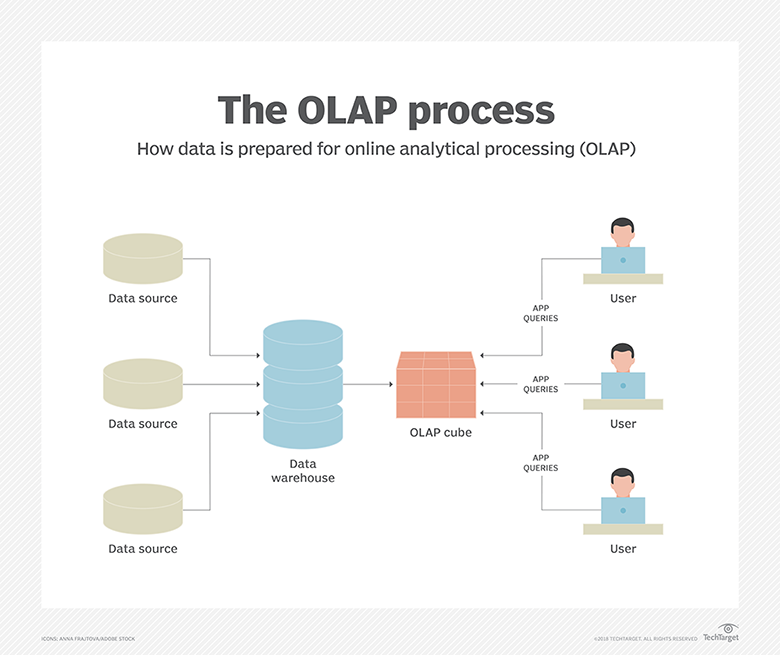
Schéma OLAP

OLAP (Online Analytical Processing) je technologie uložení dat v databázi, která umožňuje uspořádat velké objemy dat tak, aby byla data přístupná a srozumitelná uživatelům zabývajícím se analýzou obchodních trendů a výsledků (Business Intelligence). Způsob uložení dat se svým zaměřením liší od běžněji užívaného OLTP (Online Transaction Processing), kde je důraz kladen především na snadné a bezpečné ukládání změn v datech v konkurenčním (víceuživatelském) prostředí.
Základní rozdíly mezi OLAP a OLTP vyplývají z rozdílného použití – u OLAP se jedná o jednorázově nahrávaná data, nad kterými jsou prováděny složité dotazy, u OLTP jsou data průběžně a často modifikována a přidávána, a to obvykle mnoha uživateli zároveň:
- OLAP nepoužívá na rozdíl od OLTP normalizované uložení dat v 3NF formě – data jsou v uložena tak, aby umožňovala rychlou realizaci složitých dotazů, časté je zdvojené (redundantní) uložení, které by v případě OLTP komplikovalo provádění změn v datech,
- OLAP používá podstatně více indexů než OLTP – opět to souvisí se zaměřením, kde indexy umožňují rychlé provedení složitých dotazů,
- OLAP na rozdíl od OLTP často používá předpočítané agregované a odvozené hodnoty.